# Jos Polak
Joseph (Jos) Jules Polak (Den Haag, 8 oktober 1918 - 2008) was een Belgisch diamantslijper, fotograaf en politicus voor de BSP en diens opvolger de SP.

## Levensloop
Polak begon zijn carrière in 1936 als diamantslijper. In 1945 was hij stichtend lid van de Foto en Kinokring Sofoki Antwerpen. Ook was hij van 1947 tot 1957 ondervoorzitter van de Socialistische Voorwacht en omstreeks 1955 lid van de beheerraad van het Koöperatief Verbond Antwerpen In 1957 werd hij diamantfabrikant, een job die hij uitoefende tot 1964. Tevens werd hij bij de provinciale verkiezingen van 1958 verkozen tot Antwerps provincieraadslid, een mandaat dat hij uitoefende tot 1985. 
In 1965 trad hij toe tot het bestuur van de Federatie van Arbeiders Foto- en Kinokringen (FAFK), daarnaast was hij fotograaf van 1965 tot 1968. Dat jaar ging hij aan de slag als verantwoordelijke voor de Centrale voor Socialistisch Culmtuurbeleid (CSC) arrondissement Antwerpen, een functie die hij bleef uitoefenen tot 1984. Op 21 april 1969 trad hij toe tot de Antwerpse gemeenteraad, een mandaat dat hij uitoefende tot 1970 en opnieuw van 21 december 1981 tot 1982. Van 1971 tot 1995 was hij aangesteld als secretaris van de FAFK, een mandaat dat hij uitoefende tot 1995. Tevens was hij hoofdredacteur en verantwoordelijk uitgever (1981 - 1996) van het ledenblad van deze organisatie.
In de jaren 80 was hij daarnaast propagandist van de Socialistische Federatie van Filmclubs van het gewest Antwerpen en voorzitter van de Werkgroep Foto-Film.  Ten slotte was hij van 1990 tot 1993 voorzitter van het Socialistisch Centrum voor Amateuristische Kunstbeoefening (SoCAK) en vanaf 1989 voorzitter van Arbeiderstoeristenbond De Natuurvrienden.